# Fluorotremolita
La fluorotremolita és un mineral de la classe dels silicats, que pertany al grup de la tremolita-actinolita. Rep el seu nom per la seva reñació química amb la tremolita.

## Característiques
La fluorotremolita és un amfíbol de fórmula química ☐{Ca₂}{Mg₅}(Si₈O22)F₂. Va ser aprovada com a espècie vàlida per l'Associació Mineralògica Internacional l'any 2016. Cristal·litza en el sistema monoclínic.
Segons la classificació de Nickel-Strunz, la fluorotremolita pertany a «09.DE - Inosilicats amb 2 cadenes dobles periòdiques, Si₄O11; clinoamfíbols» juntament amb els següents minerals: antofil·lita, cummingtonita, clinoholmquistita, grunerita, manganocummingtonita, manganogrunerita, permanganogrunerita, ferrofluoropedrizita, ferrifluoroleakeïta, actinolita, ferritschermakita, ferroactinolita, ferrohornblenda, ferrotschermakita, joesmithita, magnesiohornblenda, tremolita, tschermakita, cannilloïta, fluorcannilloïta, parvomanganotremolita, potassicfluoropargasita, edenita, ferroedenita, ferrokaersutita, ferropargasita, hastingsita, kaersutita, magnesiohastingsita, pargasita, sadanagaïta, fluoroedenita, potassicferroferrisadanagaïta, potassicsadanagaïta, potassicpargasita, potassicferrosadanagaïta, magnesiofluorohastingsita, potassicfluorohastingsita, potassicclorohastingsita, fluoropargasita, parvomanganoedenita, potassiccloropargasita, potassicferrocloroedenita, potassicmagnesiohastingsita, potassicferropargasita, cromiopargasita, ferro-taramita, barroisita, ferroferribarroisita, ferroferriwinchita, ferribarroisita, ferroferritaramita, ferroferricatoforita, ferrobarroisita, ferrorichterita, ferrowinchita, ferrokatophorita, ferritaramita, magnesiotaramita, richterita, winchita, taramita, fluororichterita, katophorita, potassicfluororichterita, potassicrichterita, ferrighoseïta, ferriwinchita, fluorotaramita, arfvedsonita, eckermannita, ferroeckermannita, ferroglaucòfan, glaucòfan, potassicmanganileakeïta, manganoarfvedsonita, ferrileakeïta, magnesioriebeckita, magnesioarfvedsonita, nyboïta, riebeckita, manganomanganiungarettiïta, ferroferrinyboïta, clinoferroferriholmquistita, ferrinyboïta, ferroferrileakeïta, ferroferrifluoroleakeïta, sodicferriclinoferroholmquistita, magnesiofluoroarfvedsonita, ferripedrizita, potassicferrileakeïta, fluoronyboïta, manganidellaventuraïta, fluoropedrizita, potassicarfvedsonita, ferriobertiïta, potassicmagnesiofluoroarfvedsonita, ferroferripedrizita, potassicmagnesioarfvedsonita, pedrizita, ferropedrizita, fluoroleakeïta i ferroferriobertiïta.

## Formació i jaciments
Va ser descoberta a la pedrera Lime Crest, pertanyent al municipi de Sparta, al comtat de Sussex (Nova Jersey, Estats Units). També ha estat descrita a altres indrets de l'estat de Nova York, i dins del continent americà al municipi de Monmouth, al comtat de Haliburton (Ontario, Canadà). A Europa se n'ha trobat en docs llocs: a la mina Dannemora, a Östhammar (Uppland, Suècia), i a Saint-Priest-Sous-Aixe, a Limoges (Llemosí, França).